# Postgeschichte von Heilbronn
Die Postgeschichte von Heilbronn beschreibt die historische Entwicklung des Postwesens in Heilbronn. In der einstigen Reichsstadt bestand ab 1650 ein Postamt der von Thurn und Taxis betriebenen Kaiserlichen Reichspost. Bald nach dem Übergang der Stadt an Württemberg im Jahr 1803 wurde in Heilbronn eines von vier württembergischen Oberpostämtern eingerichtet, das bis zur Verstaatlichung der Post 1851/52 bestand.

## Geschichte

### Einrichtung eines kaiserlichen Postamts 1650
Die Reichsstadt Heilbronn hatte zur Übermittlung von Nachrichten ein Botenwesen, das sich wie andernorts auch der Metzgerpost bediente. So hatten die Heilbronner Metzger sechs Pferde bereitzuhalten und auf ihren Handelsreisen Schriftstücke mitzuführen. Sie und andere Kaufmannsboten hielten die Verbindung zwischen den Reichs- und Handelsstädten aufrecht. Außerdem gab es städtische und private Boten. So wurden bereits im späten Mittelalter und der frühen Neuzeit Nachrichten übermittelt, ohne dass es ein geregeltes und vernetztes Postwesen gegeben hätte. Ein solches entstand erst durch die Restaurierung des kaiserlichen Postwesens nach dem Dreißigjährigen Krieg, als zusätzlich zu den wiedererrichteten älteren Postämtern durch Lamoral Claudius von Thurn und Taxis auch neue Postämter errichtet werden sollten.
Im November 1650 weilte ein Frankfurter Oberpostmeister zur Gründung eines neuen Postamts in Heilbronn. Da es von Seiten des Heilbronner Stadtrats Skepsis gegenüber einer solchen Einrichtung gab, musste der kaiserliche bzw. Taxis’sche Vertreter sowohl mit Beschwerde beim Kaiser drohen als auch verschiedene Zugeständnisse wie etwa die Besetzung der Stelle des Postverwalters mit einem Heilbronner Bürger machen, um die Einrichtung des Postamtes zu erwirken. Zum ersten Postverwalter wurde der Heilbronner Ratsherr und Handelsmann Philipp Eckstein († 1680) bestellt. In den ersten Jahren seines Bestehens war das Heilbronner Postamt noch nicht in die damals bestehenden vier kaiserlichen Postkurse im heutigen Württemberg eingebunden, sondern lediglich Ziel von Extraposten und Kurierstafetten. Erst als nach der Besetzung Straßburgs durch Frankreich im Jahr 1681 die Postverbindung von der Schweiz nach Frankfurt vom Rheintal weg ins südwestdeutsche Hinterland verlegt wurde, wurde Heilbronn zur ständigen Station eines Postkurses.
Auf Klagen des Heilbronner Postverwalters über konkurrierende städtische Haller und standesherrlich Hohenlohesche Botenkurse von Heilbronn nach Nürnberg wurde 1689 ein weiterer kaiserlicher Postkurs von Heilbronn über Schwäbisch Hall und Crailsheim nach Dinkelsbühl eingerichtet. In diesem Zusammenhang wurden Postämter in Öhringen, Hall und Crailsheim errichtet. 1692 kam ein regelmäßiger Fernpostkurs von München über Dinkelsbühl und Heilbronn nach Brüssel hinzu.
Gleichzeitig zur Taxisschen Post verkehrte von 1682 an auch die von dem Stuttgarter Johannes Geiger betriebene württembergische Landpost durch Heilbronn. Diese Post wurde von Thurn und Taxis und auch vom Kaiser von Anbeginn heftig angefeindet, von der Reichsstadt Heilbronn aber dennoch geduldet, da man sich aus politischen Gründen auch nicht mit dem angrenzenden Württemberg anlegen wollte. Die Landpost blieb Anlass für diplomatische Verhandlungen zwischen der Reichsstadt, dem Kaiser und den württembergischen Herzögen, bis Herzog Eberhard Ludwig sie 1715 wegen defizitären Betriebs einstellte.

### Ausbau der Thurn und Taxisschen Post im 18. Jahrhundert
Nach dem Tod von Johann Friedrich Eckstein 1692, der seinem Vater in das Amt des Postverwalters in Heilbronn gefolgt war, wurde der Auswärtige Christoph Gissibert Altorff mit dem Amt betraut. Altorff zog neben der Postverwaltung auch die Posthalterei an sich, die zuvor an Heilbronner Bürger vergeben war. Zu diesem Zweck mietete er sich im Schöntaler Hof ein. Altdorff gab Anlass zu weiteren Klagen, da der Rat der Stadt Heilbronn einerseits die Zusage, nur Heilbronner Bürger mit dem Amt zu betrauen, gebrochen sah, andererseits Altorff gegen zahlreiche Verträge verstieß und Unregelmäßigkeiten in der Abrechnung aufwies, so dass er nach 17 Dienstjahren 1709 suspendiert wurde. Ihm folgte mit Philipp Maximilian Scheuerer jedoch abermals ein Auswärtiger. Auf Heilbronner Beschwerden reagierte der Fürst von Thurn und Taxis mit schroffem Hinweis auf seine standesherrlichen Rechte. Wenigstens kam 1709 die Posthalterei wieder an den Heilbronner Ratsherrn und Adlerwirt Hesser, später an die Heilbronner Familie Schmalzigaug.
Neben den anfangs verkehrenden kaiserlichen Reitposten und Metzgerposten verkehrten in Württemberg vier kaiserliche Lastkutschen zur Beförderung von Frachten und Personen. Um 1750 kamen die ersten schnellfahrenden und bequemen Postwagen zum Einsatz. Der erste dieser Postkurse, der die Stadt berührte, führte von Nürnberg über Rothenburg, Langenburg, Heilbronn und Durlach nach Straßburg. Ab 1755 verkehrte dieser Kurs statt über Langenburg und Künzelsau über Kirchberg und Hall, womit der bereits über 60 Jahre zuvor als Konkurrenz empfundene Haller Botenkurs endete. Im Jahr 1765 war Heilbronn fest in einen leistungsstarken Postkursbetrieb eingebunden: Täglich verkehrten Posten nach Frankfurt, Heidelberg, Schwetzingen, Mannheim, Nürnberg, Augsburg, Ulm, Cannstatt, Stuttgart, Ludwigsburg, Bruchsal, Kehl, Durlach, Bretten und Eppingen, fünfmal wöchentlich nach Crailsheim, Öhringen, Fürstfeld und Ansbach, viermal wöchentlich nach Hall und Offenburg, dreimal wöchentlich nach Besigheim und Sinsheim, und zweimal wöchentlich nach Künzelsau, Rothenburg, Obernzenn, Blaufelden und Langenburg.
Während das Netz der Postkurse expandierte, lag die Verwaltung der Heilbronner Post im Argen. Der letzte Postmeister aus der Familie Adami, die drei Generationen lang das Amt innehatte, war jahrelang mit der Abrechnung im Rückstand und türmte Schulden in Höhe von 6000 Gulden auf. Sein Nachfolger Reinöhl († 1828) war bettlägerig, so dass das Postamt über zehn Jahre ohne Aufsicht war und sich Berichte über trunksüchtige Postler, verwahrloste Geschäftsräume und mangelhafte Abrechnungen häuften. Auch die von den Postkursen befahrenen Wege lagen oft im Argen. 1763 beklagte sich Postmeister Adami über den nahezu unpassierbaren Zustand der Straße von Heilbronn nach Bietigheim, die jedoch nicht ausgebessert wurde, so dass 1770 der Posthalter im am Wege liegenden Kirchheim die Posthalterei aufgab. 1789 zählte der Posthalter Schmalzigaug den Weg von Heilbronn nach Öhringen zu den „schlimmsten, die im Römischen Reich gefunden werden.“ Der schlechte Zustand der Wege im Umland von Heilbronn war teilweise der württembergischen Politik geschuldet, die die Postbeförderung gerne im württembergischen Binnenland band, anstatt Porto- und Zolleinnahmen an die Reichsstadt Heilbronn zu verlieren.

### Übergang zu Württemberg 1803 und Oberpostamt 1806 bis 1852
Im Jahr 1803 fiel Heilbronn als Teil der Entschädigung für verlorene linksrheinische Gebiete an Württemberg. Der Reichsdeputationshauptschluss hatte zwar die Fortführung des Thurn-und-Taxisschen Postwesens vorgesehen, doch zog der württembergische Herzog Friedrich 1804 das Postwesen an sich. Als 1806 weitere Gebiete zu Württemberg kamen, wurde das württembergische Postwesen neu geordnet und Heilbronn wurde Sitz eines Oberpostamts, dem die Postämter in Backnang, Blaufelden, Brackenheim, Crailsheim, Fürfeld, Hall, Kirchberg, Künzelsau, Langenburg, Mergentheim und Öhringen unterstanden. Nach dem Wiener Kongress erhielt der Fürst von Thurn und Taxis 1819 das Amt des württembergischen Erb-Landespostmeisters, so dass in Württemberg und damit in Heilbronn faktisch wieder die Thurn-und-Taxis-Post die Geschäfte führte, bevor 1851 die württembergische Post erneut verstaatlicht wurde. 1852 wurde die württembergische Poststruktur reformiert, wodurch das Oberpostamt in Heilbronn aufgehoben wurde und dem Heilbronner Postamt künftig nur noch die Stadt und die nähere Umgebung zugeordnet waren.

### Postämter in Heilbronn
Nachdem die ersten Postverwalter ihre Tätigkeit wohl noch in ihren Wohnhäusern verrichtet hatten, wechselte das Postamt in Heilbronn unter Postmeister Altorff um das Jahr 1700 in den Schöntaler Hof. 1804 mietete Postmeister Adami weitere angrenzende Räumlichkeiten vom Deutschen Orden, erhielt jedoch wegen ausstehender Miete alsbald die Kündigung. Die Post wechselte daraufhin auf Vermittlung des Cannstatter Postmeisters Fischer in den Gasthof Falken des mit Fischer verschwägerten Posthalters Schmalzigaug, wo der Postbetrieb jedoch auch nur zwei Jahre ausgeübt werden konnte, da die Wahl des Gebäudes mehr einer Gefälligkeit unter Verwandten als der eigentlichen baulichen Eignung des Anwesens geschuldet war. Danach wechselte die Post in das ehemalige Kraichgauarchiv am Heilbronner Hafenmarkt. Ein angrenzendes Gartengrundstück diente als Remise für die Postwagen.
1854 wurde ein Postgebäude am Alten Bahnhof errichtet, da sich inzwischen die Fahrzeiten der Personenkutschen und der Postkurse bereits weitgehend an den Eisenbahnfahrplänen orientierten. Von 1874 bis 1876 entstand ein repräsentatives Hauptpostamt am Neckar, 1906 das Postamt No. 2 am neuen Bahnhof. Im Jahr 1931 wurde mit der Neuen Post ein drittes Postgebäude an der Allee errichtet, das nach der Zerstörung des am Neckar gelegenen Hauptpostamtes beim Luftangriff auf Heilbronn im Zweiten Weltkrieg zur Hauptpost umgebaut wurde. Daneben entstanden einige Zweigstellen wie die Friedenspost. Seit 1991 wird das Postaufkommen in Heilbronn hauptsächlich in einem neu erbauten Postamt in der Nähe des Bahnhofs abgewickelt.

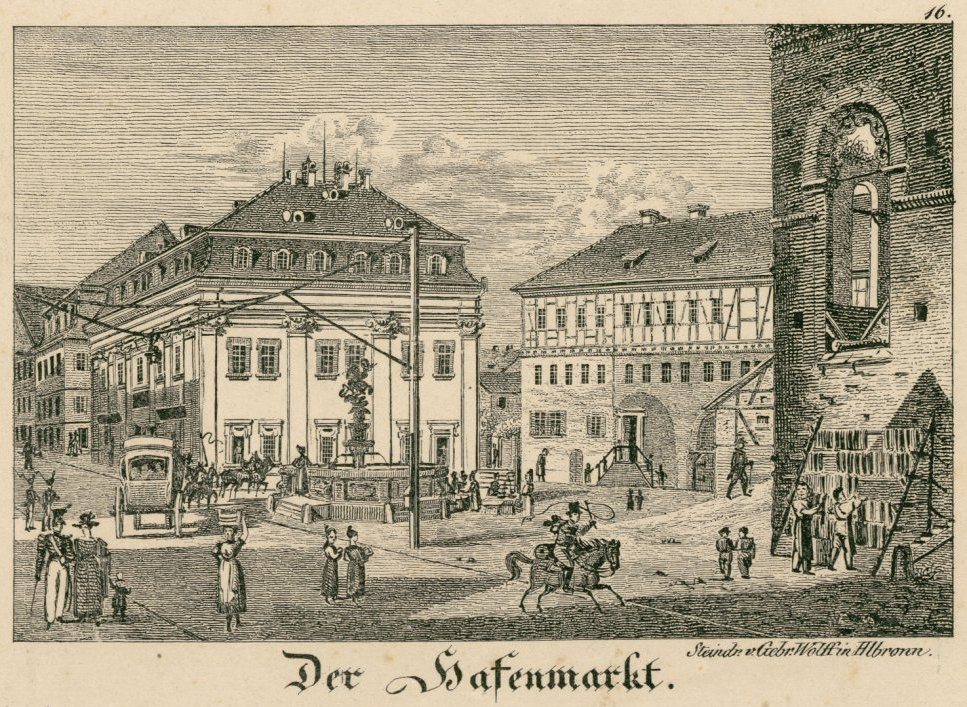
Von 1812 bis 1854 war das ehemalige Kraichgauarchiv Postgebäude
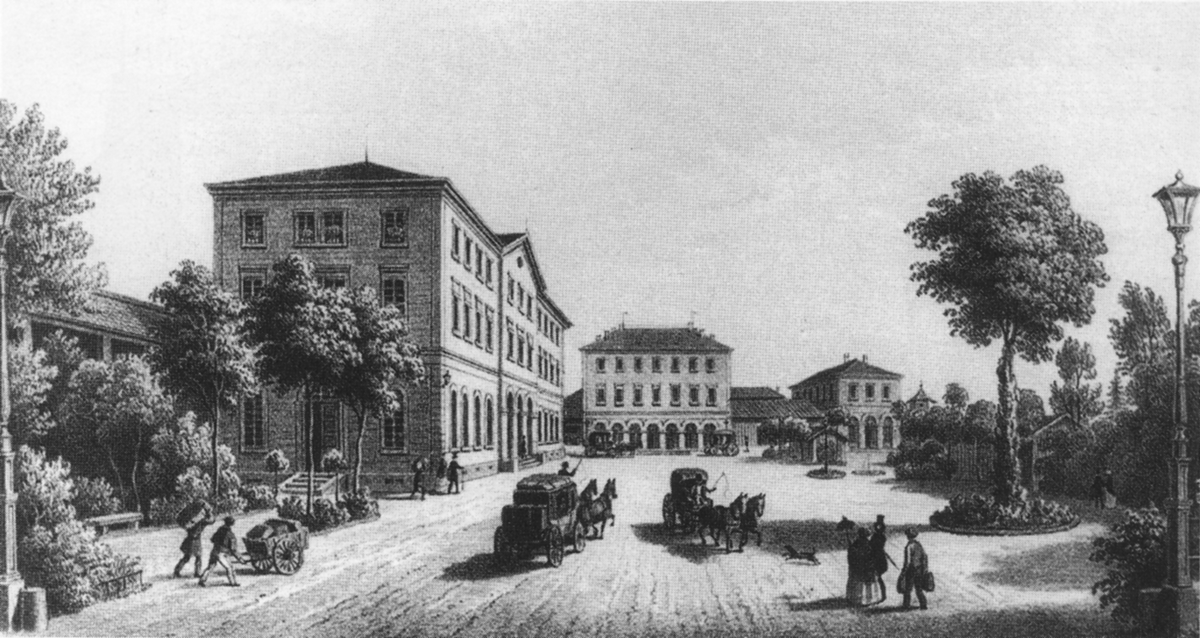
Alter Bahnhof und Post in Heilbronn um 1855
Das Hauptpostamt am Neckar um 1900
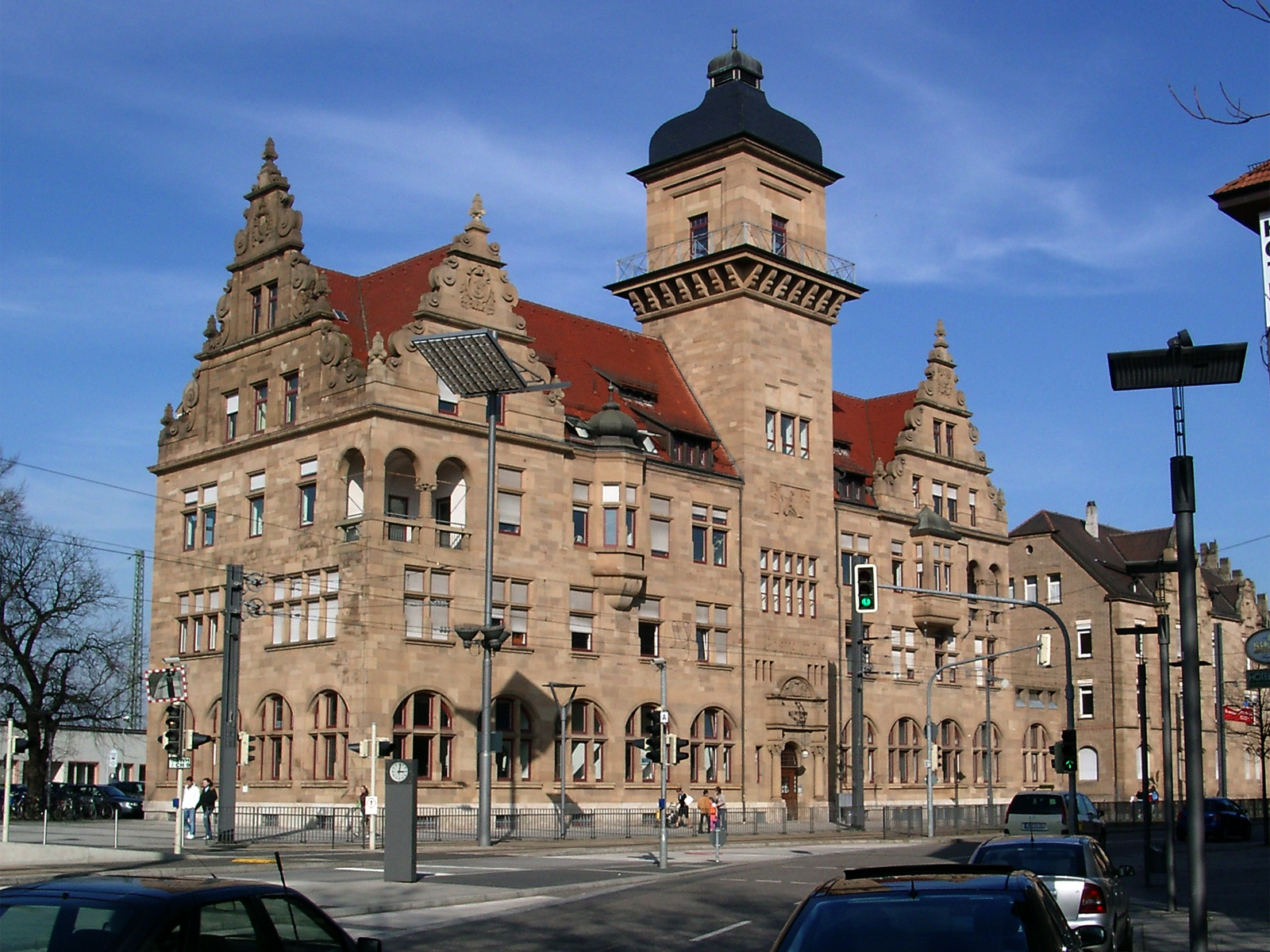
Das 1906 erbaute Postamt No. 2 am Hauptbahnhof
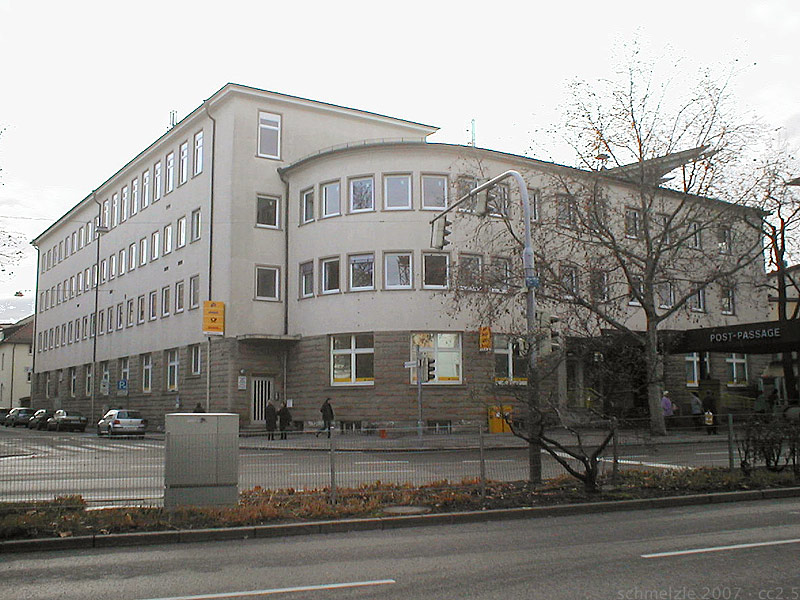
Die 1930/31 erbaute Neue Post an der Allee
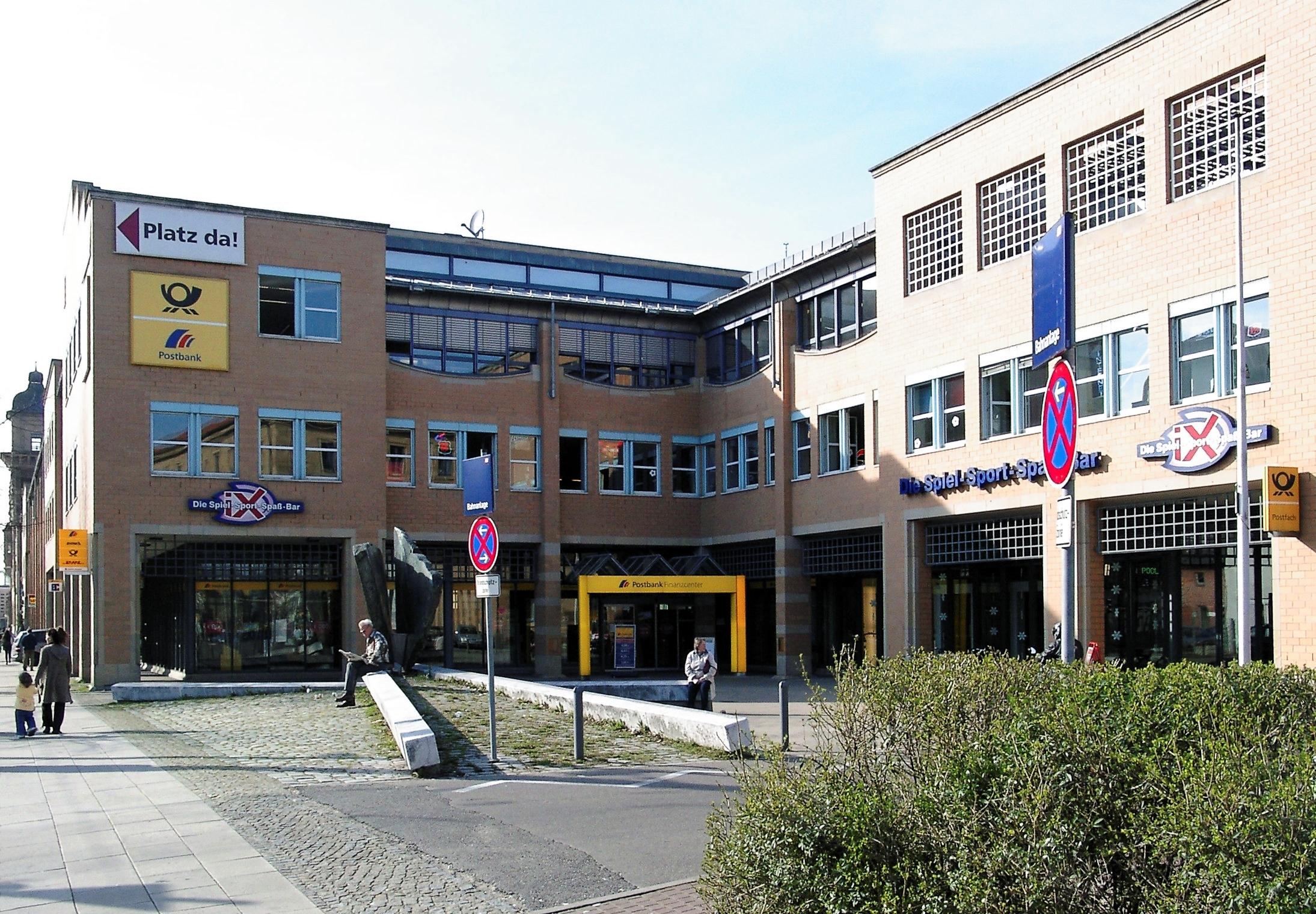
Das 1991 erbaute Postamt am Hauptbahnhof